# Nova Serrana
Nova Serrana é um município brasileiro no interior do estado de Minas Gerais, Região Sudeste do país. Localiza-se na região oeste mineira e ocupa uma área de cerca de 280 km², sendo que 19 km² estão em perímetro urbano. 
A cidade é conhecida como a Capital Nacional do Calçado Esportivo.

## História
Cercado foi um distrito criado pela Lei Provincial, n.º 1.622, de 05-11-1869, e pela Lei Estadual n.º 2, de 14-09-1891, subordinado ao município de Pitangui.
Elevado à categoria de município pela Lei n.º 1.039, de 12-12-1953, com a denominação de Nova Serrana, o topônimo originou-se do apelido dado ao município de Pitangui (Velha Serrana) da qual era distrito.
A região do Cercado era repleta de índios Cataguases, como apontam os achados em cerâmica (igaçabas, panelas e vasos) entre outros artefatos. A nação dos Cataguases ocupava desde a região sul e Oeste de Minas e estavam entre o que mais aterrorizavam os primeiros habitantes.
Mais tarde, em meados do século XVIII a região do Cercado foi tomada por escravos fugitivos (quilombolas).
Cercado foi um ponto de pousada de viajantes, que partiam de Pitangui para São Paulo, percorrendo uma estrada secreta no contrabando de ouro. Como no lugar existia um cercado para a guarda de animais dos viajantes, o povoado ficou conhecido com o nome de Cercado.
O progresso do arraial não foi incentivado pelas lavras de ouro e sim pela cultura do algodão, criação de gado, produção e fornecimento de couro.
Os ranchos desempenhavam um papel importante à beira das estradas e eram importantes na economia das regiões transitadas por tropeiros. Eram nesses lugares que as tropas abasteciam para seguirem viagem.
O município de Nova Serrana, possui um único distrito, chamado Boa Vista de Minas, localizado a 7,2 quilometros do centro da cidade de Nova Serrana, e criado criado pela lei estadual ordinária 2764/1962.

## Geografia
De acordo com a divisão regional vigente desde 2017, instituída pelo IBGE, o município pertence às Regiões Geográficas Intermediária e Imediata de Divinópolis.
Entre vales e encostas (plano: 20%, ondulado: 40% e montanhoso: 40%), Nova Serrana se insere na região brasileira conhecida como cerrado. Possui um clima quente e seco na maior parte do ano. Na época de frio, o clima também sofre mudanças significativas. Sua temperatura média é de Cº 22.
Possui área de 283,101 km².
Temperatura média anual: 25,8 °C
Índice médio pluviométrico anual: 1272 mm
Bioma: Cerrado
Relevo (topografia): Plano: 20%, ondulado: 40% e montanhoso: 40%
Seus principais cursos d'água são o Rio Pará e o Ribeirão da Fartura.
Sua altitude máxima é no morro com 910 metros e a mínima é de 699 metros.

## Demografia
Sua população foi recenseada em 105 552 habitantes em 2022.

## Turismo
O turismo em Nova Serrana é uma das áreas que devem ser investidas ao longo dos anos, sabendo-se que este área gera muito emprego e renda. Deve-se criar áreas de preservação permanente na cidade, como parques ou jardins públicos.
Pontos turísticos
Serra da Capelinha, Igreja da Matriz, Praça da Matriz, Igreja do Rosário, Praça Jardins do Lago.
Principais eventos
Aniversário da cidade, festa do padroeiro São Sebastião, Feira do Calçado e da Moda – Festa do Peão, Festa do Migrante, Febrac – Feira de Máquinas e Componentes para Calçados, Festa do Reinado, Jogos da Amizade Intercolegial.
Artesanato
Bordados, tecelagem voltada para a confecção de calçados. Os primeiros calçados produzidos em Nova Serrana eram artesanais. Apenas em 1948 foi implantada a primeira fábrica de botinas, registrada por Geny José Ferreira.

## Economia
O município, incrustado na região centro-oeste do estado, destaca-se pela sua produção de calçados: em 2004, era responsável pela produção de 55% dos calçados esportivos do Brasil, firmando-se como o terceiro polo calçadista do país, atrás de Franca (SP) e do Rio Grande do Sul.
É importante frisar que, já a algum tempo, a cidade vem se destacando mais pela pesquisa em novas tecnologias, qualidade e design de seus calçados do que pelas cópias e falsificações. Não se pode negar que ainda há calçados falsificados sendo fabricados em fábricas que funcionam irregularmente, mas temos que ponderar que se trata de alguns poucos fabricantes isolados.
O sistema local de produção de Nova Serrana orbita exclusivamente em torno da fabricação de calçados esportivos com preços populares. Segundo um estudo do professor Wilson Suzigan, da Unicamp[carece de fontes?], em 1972 existiam 48 fábricas de calçados de couro na cidade. O número saltou para 400 em 1985, época em que as fábricas passaram a trabalhar com materiais sintéticos, cujas vantagens são o preço mais baixo e o processo de transformação mais simples em relação ao couro. Em 2004, a cidade contava com 854 empresas, que geravam aproximadamente 21 mil empregos diretos e produziam 77 milhões de pares por ano.
Anualmente ocorre na cidade dois eventos de grande importância: FEBRAC e FENOVA.

## Educação
Hoje a cidade possui seis escolas estaduais, quatorze escolas municipais, seis escolas particulares sendo uma do ensino especial, uma escola técnica e duas faculdades atendendo o ensino superior nos cursos de administração de empresas e ciências contábeis. A cidade conta ainda com três escolas com o ensino pré-vestibular. Devido ao grande fluxo de pessoas e o número de empregos disponíveis, a educação recebe uma influencia negativa, gerando assim um índice de 17% de evasão escolar e 7,10% de analfabetismo.
Na educação não-formal possui o Movimento Escoteiro, representado na cidade pelo 120º Grupo Escoteiro Bravos da Serra, atuando com jovens com idade entre 6,5 anos e 21 anos, fundado em 2012, suas reuniões são realizadas aos sábados de 08h00 às 11h00, na Praça da Bíblia e Praça Chefe Rose. Possui Sede-Administrativa localizada na Rua Rui Barbosa, 180, bairro Marisa.

## Cidade inteligente
O município lançou uma parceria público-privada voltada para a implementação de uma cidade inteligente. O projeto abrange a modernização do sistema de iluminação pública e a instalação, operação e manutenção de uma infraestrutura avançada de telecomunicações. Essa nova estrutura oferece fibra óptica para os prédios da administração pública e disponibiliza pontos de Wi-Fi gratuitos para a população.
Entre os principais resultados do projeto, destacam-se a instalação de mais de 138 km de fibra óptica, a colocação de 204 câmeras de monitoramento em 143 pontos estratégicos e a disponibilização de 38 pontos de Wi-Fi público. Além disso, todos os pontos de iluminação pública do município foram equipados com luminárias de LED, que garantem maior eficiência energética e aprimoram a iluminação urbana, resultando em economia para os cofres públicos. O projeto foi desenvolvido com o apoio do Instituto de Planejamento e Gestão de Cidades (IPGC).